# 内藤政文
内藤 政文（ないとう まさふみ）は、江戸時代後期の大名。三河国挙母藩6代藩主。官位は従五位下・山城守。挙母藩内藤家10代。井伊直弼の甥である。

## 生涯
文政13年（1830年）6月13日、井伊中顕（近江国彦根藩主・井伊直中の六男）の三男として誕生する。嘉永4年（1851年）に叔父で挙母藩5代藩主・内藤政優が死去したため、その養子として家督を継ぎ、12月16日に従五位下・山城守に叙位・任官する。なお、4代藩主・内藤政成も同じく叔父で、当時は隠居として健在であり、また政文の正室・増子は政成の孫娘で養女であった。
嘉永5年（1852年）より馬産を奨励して産業振興を図り、安政2年（1855年）には洪水でたびたび悩まされていた安永川の修築に努めた。そのほかにもオランダ軍制や西洋医学の導入に努めて、文武の奨励を図った。政文は馬術に優れた人物で、馬場稽古所を設置して、自ら藩士を訓練したという逸話もある。
安政5年（1858年）9月30日に死去した。享年29。跡を長男の文成が継いだ。

## 系譜
父母
- 井伊中顕（実父）
- 生駒吉雄の娘（実母）
- 内藤政優（養父）

正室
- 内藤増子 ー 寛寿院、内藤政成の養女、内藤政又の娘

子女
- 内藤文成（長男）生母は寛寿院（正室）
- 内藤信子（内藤政挙正室）